# Ipimorpha pallida
Ipimorpha pallida là một loài bướm đêm trong họ Noctuidae.